# Benjamin White (Politiker)
Benjamin White (* 13. Mai 1790 in Goshen, Kennebec County, Massachusetts; † 7. Juni 1860 in Montville, Maine) war ein US-amerikanischer Politiker. Zwischen 1843 und 1845 vertrat er den Bundesstaat Maine im US-Repräsentantenhaus.

## Werdegang
Benjamin White wurde 1790 in Goshen geboren, das heute zu Vienna gehört. Zum Zeitpunkt seiner Geburt war der Ort noch ein Teil von Massachusetts; 1820 fiel er an Maine. White besuchte die öffentlichen Schulen seiner Heimat. Im Jahr 1802 zog er nach Winthrop. Bis 1808 arbeitete er dort auf einer Farm. Anschließend besuchte er für einige Jahre die Farmington Academy; danach arbeitete er selbst als Lehrer. Während des Britisch-Amerikanischen Krieges von 1812 half White bei der Aushebung von Truppen in Augusta. Später diente er als Soldat in Castine und Eastport. Nach dem Krieg arbeitete er bis 1821 als Lehrer in Montville. Dann stieg er in das Sägemühlegeschäft ein, und er wurde in der Landwirtschaft tätig.
Politisch war White Mitglied der Demokratischen Partei. In den Jahren 1829, 1841 und 1842 saß er als Abgeordneter im Repräsentantenhaus von Maine. Außerdem gehörte er zeitweise dem Gemeinderat von Montville an. 1842 wurde er im fünften Wahlbezirk von Maine in das US-Repräsentantenhaus in Washington, D.C. gewählt, wo er am 4. März 1843 die Nachfolge von Nathaniel Littlefield antrat. Bis zum 3. März 1845 absolvierte er nur eine Legislaturperiode im Kongress. In dieser Zeit wurde heftig über die Annexion der Republik Texas diskutiert.
Nach dem Ende seiner Zeit im Repräsentantenhaus zog sich Benjamin White wieder aus der Politik zurück. Er nahm seine früheren Tätigkeiten wieder auf und starb am 7. Juni 1860 in Montville.